# Magali Guidasci
Magali Guidasci est une chef costumière française.

## Filmographie
- 1986 : Kamikaze de Didier Grousset
- 1988 : Le Grand Bleu de Luc Besson
- 1991 : Hors la vie de Maroun Bagdadi
- 1993 : 23h58 de Pierre-William Glenn
- 1994 : Léon de Luc Besson
- 1997 : Double Team de Tsui Hark
- 1998 : Armageddon de Michael Bay
- 1999 : Wing Commander de Chris Roberts
- 2002 : Ballistic de Wych Kaosayananda
- 2004 : Le Prince et Moi de Martha Coolidge
- 2004 : Alien vs. Predator de Paul W.S. Anderson
- 2008 : Jumper de Doug Liman
- 2009 : Points de rupture (Powder Blue) de Timothy Linh Bui
- 2009 : Bienvenue à Zombieland de Ruben Fleischer
- 2010 : The Losers de Sylvain White
- 2012 : Vol 7500 : aller sans retour de Takashi Shimizu
- 2013 : The Call de Brad Anderson
- 2014 : The Road Within de Gren Wells